# Phypia fuscoguttata
Phypia fuscoguttata är en insektsart som beskrevs av Stsl 1862. Phypia fuscoguttata ingår i släktet Phypia och familjen vedstritar. Inga underarter finns listade i Catalogue of Life.